# Lepidium obtusatum
Lepidium  obtusatum (лат.) — вымерший вид травянистных растений рода Клоповник (Lepidium) семейства Капустные, или Крестоцветные (Brassicaceae). Эндемик Новой Зеландии.
Был описан в 1892 году в бухте Порт-Николсон, около Веллингтона, британско-новозеландским ботаником Томасом Кёрком.

## Описание
Многолетнее травянистое растение. Стебли гладкие, мясистые, немного изгибающиеся, высотой 20—30 см. Листья обратнояйцевидные, чешуйчатые, мясистые, тёмно-зелёного цвета, образуют листовую розетку. Черешки широкие, плоские, длиной до 8 см. 
Соцветие — кисть, расположенная на коротких листовых веточках. Цветоножки длиной 3—5 мм. Цветки 3—5 мм.Чашечки широкоовальные, продолговатые, 1,5 мм. Лепестки белые, обратнояйцевидные.
Тычинок 4 или 6. Плод — широкояйцевидный, слегка крылатый, с мелкими зазубринами, стручок размером 4,5—5,5 × 4—4,5 мм. Семена широкояйцевидные, коричневые, треугольной формы, размером 2×2 мм. Цветёт и плодоносит с декабря по июль.

## Ареал
Эндемик Новой Зеландии. Произрастал на прибрежных осыпях и береговых линиях. Было известно несколько местонахождений вида на Северном острове Новой Зеландии. Последний раз растение находили в 1950 году.

## Охранный статус
Вымерший вид. Лимитирующими фактором являлось разрушение мест обитания вследствие антропогенного влияния. Никакие меры по сохранению вида не применялись.